# Основы учения Русской православной церкви о достоинстве, свободе и правах человека
Основы учения Русской Православной Церкви о достоинстве, свободе и правах человека — официальный документ Русской Православной Церкви, утверждённый в Храме Христа Спасителя 26 июня на Архиерейском соборе 2008 года.

## Задачи и предмет документа
«На протяжении всей истории человечества понимание того, что есть человек, существенно влияло на устроение частной и общественной жизни людей. Несмотря на глубокие различия между отдельными цивилизациями и культурами, в любой из них наличествуют некоторые представления о правах и обязанностях человека.
В современном мире значительное распространение получило убеждение, что институт прав человека сам по себе может наилучшим образом способствовать развитию человеческой личности и организации общества. При этом со ссылкой на защиту прав человека на практике нередко реализуются такие воззрения, которые в корне расходятся с христианским учением. Христиане оказываются в условиях, когда общественные и государственные структуры могут принуждать, а зачастую уже принуждают их мыслить и поступать вопреки Божиим заповедям, что препятствует достижению самой важной цели в жизни человека — избавлению от греха и обретению спасения.

В этой ситуации Церковь, основываясь на Священном Писании и Священном Предании, призвана напомнить основные положения христианского учения о человеке и оценить теорию прав человека и её осуществление в жизни».— Основы учения РПЦ о достоинстве, свободе и правах человека, Преамбула.

## Содержание документа
Официальный документ разбит на следующие параграфы:
I. Достоинство человека как религиозно-нравственная категория.
II. Свобода выбора и свобода от зла.
III. Права человека в христианском миропонимании и в жизни общества.
III.1. Каждый человек от Бога наделён достоинством и свободой.
III.2. Права человека не могут быть выше ценностей духовного мира.
III.3. Разработку и применение концепции прав человека необходимо согласовывать с нормами морали, с нравственным началом, заложенным Богом в природу человека и опознаваемым в голосе совести.
III.4. Права человека не должны противоречить любви к Отечеству и к ближним.
III.5. Реализация прав человека не должна вести к деградации окружающей среды и истощению природных ресурсов.
IV. Достоинство и свобода в системе прав человека.
IV.1. Существуют разные традиции толкования и национальные особенности реализации комплекса прав и свобод.
IV.2. Право на жизнь.
IV.3. Свобода совести.
IV.4. Свобода слова.
IV.5. Свобода творчества.
IV.6. Право на образование.
IV.7. Гражданские и политические права.
IV.8. Социально-экономические права.
IV.9. Коллективные права.
V. Принципы и направления правозащитной деятельности Русской Православной Церкви.

## История обсуждения прав человека в Церкви
До Архиерейского Собора 2008 года тему прав и достоинства человека уже поднимал X Всемирный Русский Народный Собор, который вызвал неожиданно сильный резонанс в обществе. Принятую им «Декларацию о правах и достоинстве человека» обсуждали центральные российские средства массовой информации
, дебаты шли даже на телевидении. При ВРНС был создан Правозащитный центр.
Ряд положений «Декларации о правах и достоинствах человека» получил отражение в программе консервативной партии «Народный Союз».

## Внешние ссылки
- Документ: Основы учения Русской Православной Церкви о достоинстве, свободе и правах человека
- газета «Ведомости», 2008.07.10 «Церковь и права человека: Право на позицию», Игумен Филарет (Булеков)
- Журнал «Фома» № 7/39, июль 2006 г. — «Споры о декларации (о правах и достоинстве человека)» Архивная копия от 27 сентября 2006 на Wayback Machine
- Минин С. Сражение с ветряными мельницами Архивная копия от 4 марта 2016 на Wayback Machine «НГ-Религии», 02.07.2008.
- GEKE: Menschenrechte und christliche Moral (недоступная ссылка)